# Терзич, Зоран
Зоран Терзич (серб. Зоран Терзић / Zoran Terzić, 9 июля 1966, Белград, СР Сербия, СФРЮ) — югославский и сербский волейбольный тренер, специализирующийся на работе с женскими командами, бывший главный тренер турецкого клуба «Фенербахче». С 2023 главный тренер «Динамо-Ак Барс (Казань).

## Карьера

### Ранние годы
Зоран Терзич воспитанник волейбольного клуба «Црвена Звезда» (Белград), где  с 1979 по 1986 год он прошёл все  детско-юношеские возрастные категории. Но, несмотря на определённые спортивные достижения в составе одного из наиболее именитых волейбольных клубов Югославии, Терзич отказался от карьеры волейболиста и сосредоточился на получении образования.
В дальнейшем он окончил факультет физкультуры и спорта Белградского университета, где его наставником был видный югославский волейбольный тренер Драго Томич. Затем Терзич был тренером-ассистентом Горана Нешича в клубе ИМТ (Белград).
В 1996 году Зоран Терзич возглавил молодежный состав «Црвены Звезды», с которым выиграл молодёжное первенство страны.

### Работа с клубами
В 1998 году по настоятельной просьбе Александра Боричича, президента Волейбольного союза страны, а до этого бывшего много лет главным тренером волейбольного клуба «Црвена Звезда», Терзич согласился на непродолжительное время возглавить женский состав «Црвены Звезды». И хотя со слов самого Терзича, у него никогда не возникало желания работать с женскими командами, он проработал в «Црвене Звезде» 7 лет, и потом работал исключительно с женскими коллективами.
Спустя несколько сезонов в 2002 году «Црвена Звезда» выиграла чемпионат Сербии и Черногории. А затем дважды повторила свой успех в 2003-м и 2004-м годах, тем самым нарушив в национальном первенстве гегемонию восьмикратного чемпиона страны клуба «Единство» из Ужице. В 2005 Терзич покинул белградскую команду и в дальнейшем работал с иностранными клубами.
Следующим местом работы Терзича была румынская команда «Метал» из Галаца. Команда выиграла четыре чемпионских титула в первенстве страны, а в состав в разное время входили подопечные Терзича из сборной Сербии — Мая Огненович, Сузана Чебич и Брижитка Молнар.
Затем Терзич работал с итальянским клубом «Деспар-Сирио» (Перуджа) и румынским клубом «Динамо» (Бухарест), но без весомых достижений.
В 2012 году Зоран Терзич стал главным тренером российского клуба «Омичка», с которым он проработал три сезона. С командой из Омска сербский специалист стал двукратным бронзовым призёром чемпионата России в сезоне 2012/13 и в сезоне 2013/14. На данный момент эти достижения являются наилучшими результатами клуба из Сибири в первенстве страны. В марте 2015 года руководство клуба приняло решение не продлевать контракт с тренером.
В январе 2016 года был назначен на должность главного тренера румынского ЖВК «Тырговиште», с которым занял второе место в чемпионате страны в сезоне 2015/16.
В июне 2016 года возглавил швейцарский клуб «Волеро» из Цюриха. В сезоне 2016/17 клуб, под руководством сербского специалиста выиграл чемпионат, Кубок и Суперкубок Швейцарии, а также стал бронзовым призёром Клубного чемпионата мира 2017.
В мае 2017 года стало известно, что Терзич возглавит московское «Динамо» в сезоне 2017/18. К работе с клубом он приступил в октябре, после чемпионата Европы. По итогам сезона 2017/18 клуб выиграл чемпионат России. В конце апреля 2018 года Терзич покинул «Динамо», и вскоре возглавил турецкий клуб «Фенербахче».
В  2023 году возглавил Динамо-Ак Барс (Казань).

### Сборная Сербии
В 2002 году Терзич был назначен главным тренером женской сборной Сербии и Черногории, которая под его руководством выиграла бронзовые медали чемпионата  мира 2006. Затем Терзич автоматически возглавил, состоящею из большинства волейболисток сборной Сербии и Черногории сборную Сербии, которую возглавлял до 2022 года.
В 2007-м сборная Сербии завоевала серебро чемпионата  Европы 2007. В 2008-м на Олимпийских играх в Пекине сербские волейболистки уступили в четвертьфинале кубинкам. В 2009 году на домашней Универсиаде сербская сборная заняла второе место, также в том году сербские девушки выиграли Евролигу 2009, а спустя год повторили прошлогодний успех, выиграв Евролигу 2010.
2011 год стал весьма успешным в сотрудничестве Терзича и сборной Сербии. Так, в мае сербские волейболистки выиграли третий раз подряд Евролигу, в августе завоевали бронзу Мирового Гран-при, а в октябре сборная Сербии впервые в своей истории стала чемпионом Европы. В историческом матче, который состоялся в сербской столице Белграде, подопечные Зорана Терзича одолели сборную Германии в пяти сетах (16:25, 25:20, 19:25, 25:20, 15:9).
В 2012 году команда неудачно выступила на Олимпийских играх в Лондоне проиграв пять игр из пяти. В том же году подопечные Терзича довольствовались лишь бронзовыми медалями Евролиги 2012. В 2013-м сборная Сербии стала бронзовым призёром Мирового Гран-при в Саппоро, а в 2015 серебряным призёром Кубка мира и бронзовым призёром Чемпионата Европы.
На Олимпийских играх в Рио-де-Жанейро, подопечные Терзича стали серебряными призёрами, обыграв в 1/4 сборную России, а в 1/2 сборную США, и уступив в финале девушкам из Китая.
В 2017 году сборная Сербии во-второй в своей истории стала победителем Чемпионата Европы (2017), проходившего в Грузии и Азербайджане.
В 2018 году сборная Сербии стала победителем победителем Чемпионата мира (2018), в финале обыграв итальянскую сборную.
В общей сложности Зоран Терзич возглавлял женскую национальную сборную более 14 лет, и этот период является наиболее успешным за всё время женского волейбола Сербии, включая югославский период.

### Сборная России
В 2022 был назначен главным тренером сборной России, с игроками которой уже участвовал во Всероссийской Спартакиаде 2022 (Команда Федерального центра "Сириус"). Ушёл со своего поста в конце 2024 года.

## Достижения
Клубные
- Чемпион Сербии и Черногории (3): 2001/02, 2002/03, 2003/04
- Чемпион Румынии (4): 2006/07, 2007/08, 2008/09, 2009/10
- Серебряный призёр чемпионата Румынии: 2015/16
- Бронзовый призёр чемпионата Румынии: 2011/12
- Чемпион Швейцарии: 2016/17
- двукратный чемпион России: 2017/18, 2023/24
- Бронзовый призёр чемпионата России (2): 2012/13, 2013/14
- победитель розыгрыша Кубка России 2024.
- Бронзовый призёр чемпионата Турции: 2018/19
- Чемпион Турции 2022/23

Сборная Сербии (ранее Сербии и Черногории)
- Бронзовый призёр чемпионата мира: 2006
- Серебряный призёр Кубка мира по волейболу: 2015
- Серебряный призёр Олимпийских игр: 2016
- Победитель чемпионата Европы (3): 2011, 2017, 2019
- Серебряный призёр чемпионата Европы: 2007
- Бронзовый призёр чемпионата Европы: 2015
- Бронзовый призёр Мирового Гран-при по волейболу (3): 2011, 2013, 2017
- Победитель Женской волейбольной Евролиги (3): 2009, 2010, 2011
- Бронзовый призёр Женской волейбольной Евролиги: 2012
- Серебряный призёр Универсиады: 2009
- Победитель чемпионата мира 2018